# Doris Dörrie
Doris Dörrie, född 26 maj 1955 i Hannover, är en tysk filmregissör och manusförfattare.
Dörrie har gjort sig känd för könsrollsfarser med feministiskt perspektiv, däribland Karlar (1985) och Mannens bäste vän (1988). Hon har även spelat in kriminalkomedier av satirisk karaktär, som Pengar, pengar! (1989) och Dubbeldeckaren (1991) och tragikomedin Ingen tycker om mig (1994).